# Charles-Louis Balzac
Charles-Louis Balzac (París, Francia, 1752-1820) fue un arquitecto francés y dibujante arquitectónico.

## Vida
Él hizo muchos dibujos para el trabajo de Denon sobre los monumentos de Egipto, y también vistas de varios edificios egipcios interesantes, como el interior de la Mezquita-Madrasa del Sultán Hasán, el palacio de Karnac, la Gran Esfinge y las pirámides de Giza.